# Wolfgang Georg von Schönberg

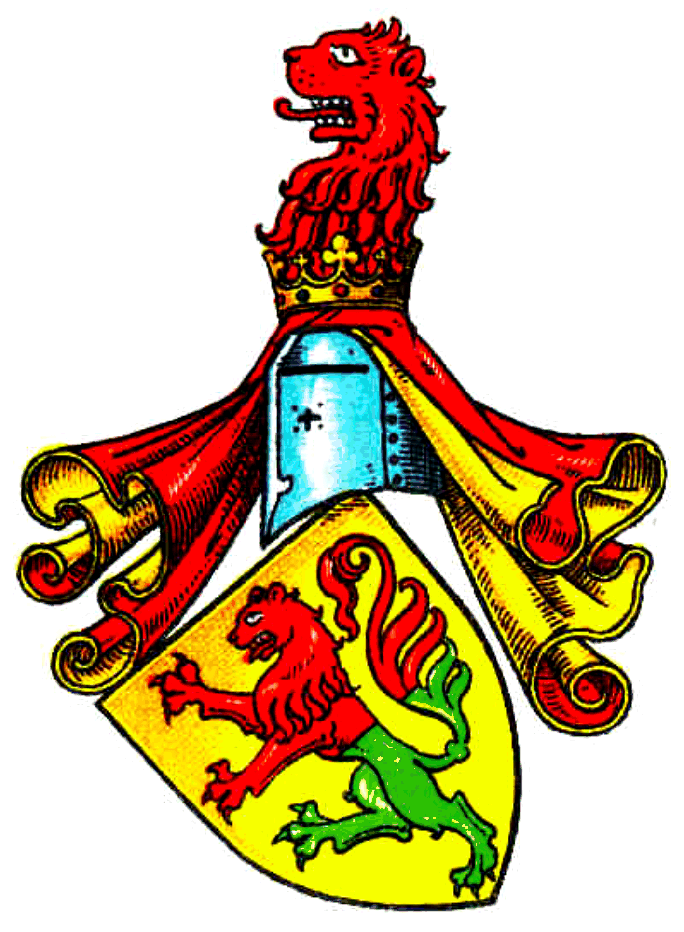
Familienwappen der Familie "von Schönberg"

Wolfgang Georg von Schönberg auf Sachsenburg (auch Wolf Georg; * 1477; † 26. Januar 1546 in Dresden) war ein sächsischer Ritter, Amtmann und Rat des Herzogs von Sachsen.

## Leben
Wolfgang von Schönberg war der Sohn von Caspar Heinrich von Schönberg auf Sachsenburg, Frankenburg, Hainichen, Börnichen, Oberschöna zu Stollberg und dessen Ehefrau Barbara von Maltitz. Nach dem Tod Caspars (vermutlich 1491) wurden seine Besitzungen mit einem Lehnbrief vom 7. Januar 1492 an seine drei Söhne Hans, Wolf und Caspar übertragen. Die vom Vater geerbten Güter wurden zunächst gemeinsam verwaltet. Bei der späteren Aufteilung erhielt Wolf Neusorge. Er und seine Nachkommen werden daher als Neusorger Nebenzweig der Sachsenburger Linie des Hauses Schönberg bezeichnet.
Von 1512 an gehörte Wolf zum Gefolge des Herzogs Georg, dem er in verschiedener Form, v. a. als Rat diente. 1530 war er Amtmann in Meissen und in den Jahren 1532 bis 1542 mehrfach vom Herzog mit der Abnahme der Bergrechnung betraut. 1536 gehörte er zu den Räten, die im Glaubensstreit zwischen Herzog Georg und Kurfürst Johann Friedrich zu vermitteln versuchten. Erst 1539, nach dem Tode Georgs, bekannte er sich zum lutherischen Glauben. Wolfgang Georg diente den Herzögen Heinrich und Moritz als Rat.

## Familie
Aus seiner 1523 geschlossenen Ehe mit Margarethe von Schönberg auf Sachsenburg (geb. von Haugwitz; Haus Kleeberg) gingen drei Söhne Hans, Wolf und Georg hervor.